# Assoziierter bipartiter Graph
In der Graphentheorie, einem Teilgebiet der Mathematik kann man jedem Graphen seinen assoziierten bipartiten Graphen zuordnen.

## Konstruktion
Es sei {\displaystyle G} ein endlicher Graph mit Knoten {\displaystyle V(G)=\left\{v_{1},\ldots ,v_{n}\right\}} und Kanten {\displaystyle E(G)}. Dem Graphen {\displaystyle G} wird sein assoziierter bipartiter Graph {\displaystyle B(G)} wie folgt zugeordnet
- die Knotenmenge von {\displaystyle B(G)} ist eine disjunkte Vereinigung {\displaystyle X\cup Y} mit {\displaystyle X=\left\{x_{1},\ldots ,x_{n}\right\},Y=\left\{y_{1},\ldots ,y_{n}\right\}}, d. h. {\displaystyle X} und {\displaystyle Y} haben jeweils dieselbe Kardinalität wie {\displaystyle V(G)}
- für alle {\displaystyle i=1,\ldots ,n} ist {\displaystyle x_{i}} adjazent zu {\displaystyle y_{i}}
- für {\displaystyle i\not =j} ist {\displaystyle x_{i}} genau dann adjazent zu {\displaystyle y_{j}}, wenn {\displaystyle (v_{i}v_{j})\in E(G)} gilt.

Dieser Graph ist nach Konstruktion ein bipartiter Graph.

## Anwendungen
- Chordal bipartiter Graph